# Etai Pinkas

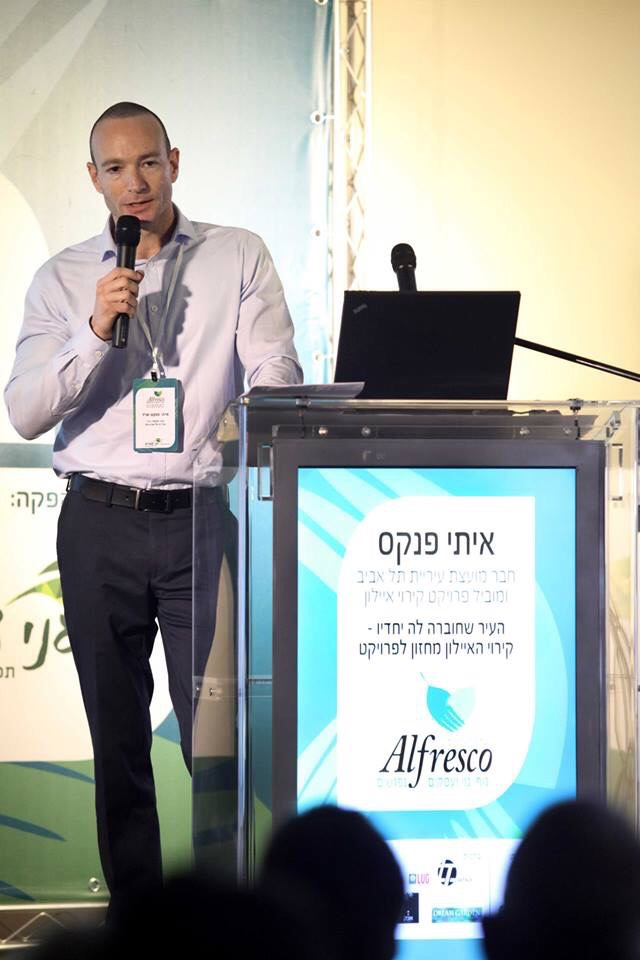
איתי פנקס מרצה

Etai J. Pinkas (sinh năm 1973) là một nhà lãnh đạo của cộng đồng đồng tính nam, đồng tính nữ, song tính và chuyển giới (LGBT) của Israel. Pinkas từng là chủ tịch của hiệp hội LGBT quốc gia ở Israel và là thành viên của Hội đồng thành phố Tel Aviv-Jaffa và cố vấn cho thị trưởng về các vấn đề LGBT. Pinkas là một thành viên hội đồng tích cực của thành phố Telaff Jaffa (đại diện cho Đảng Meretz) và giữ vai trò Chủ tịch ủy ban đấu thầu của thành phố và chịu trách nhiệm cho Bộ phận điều hành. Pinkas cũng chủ trì ban chỉ đạo của thành phố về việc đóng nắp Ayalon. Trong nghề của mình, Pinkas là một chuyên gia quản lý rủi ro, chuyên về môi trường và cơ sở hạ tầng.

## Đời tư
Năm 2005, Pinkas kết hôn với người bạn đời Yoav Arad, Chủ tịch Hội đồng quản trị của tổ chức "Hoshen" vào thời điểm đó. Cuộc hôn nhân của họ là một phần của chiến dịch công khai nhằm buộc nhà nước Israel công nhận hôn nhân đồng giới. Cuộc hôn nhân của họ được thực hiện ở Canada, quốc gia duy nhất tại thời điểm đó đã cấp hôn nhân đồng giới cho công dân nước ngoài. Yêu cầu của họ để đăng ký kết hôn bởi Bộ Nội vụ đã bị từ chối. Tuy nhiên, vào cuối năm 2006, Tòa án Tối cao Israel đã phán quyết cặp vợ chồng này, được quyền đăng ký kết hôn trong Cơ quan Đăng ký Dân số. Năm 2010, Pinkas và ông chồng đã đệ trình một lời cầu xin lên Tòa án Tối cao Israel, yêu cầu nó bắt buộc Bộ Y tế Israel cung cấp cho họ các dịch vụ tương tự mà tất cả các cặp vợ chồng ở Israel được hưởng Kết quả của lời kêu gọi lên Tòa án Tối cao, Bộ Y tế Israel đã thành lập một ủy ban chuyên nghiệp và vào năm 2012, ủy ban đã công bố khuyến nghị khởi xướng cải cách luật pháp cho phép các cặp đồng tính nam có con với phụ nữ thay thế.  Lời cầu xin đang chờ phán quyết cuối cùng của chủ tịch tòa án tối cao.
Vào tháng 9 năm 2010, cặp đôi đã có hai bé gái sinh đôi, được sinh ra nhờ mang thai hộ ở Ấn Độ.  Năm 2014, con gái thứ ba của họ được sinh ra thông qua mang thai hộ ở Thái Lan. Mẹ của Pinkas, Shosh Pinkas, đã viết một cuốn sách Trẻ em sáng tạo có tên - "Cha của Gal và Noa", mô tả sự ra đời của những đứa trẻ thành những cặp đồng giới, thông qua câu chuyện gia đình cá nhân của Etai và Yoav. Cuốn sách đã được dịch sang tiếng Anh.